# Переяславське князівство
Перея́славське князі́вство — давньоруське удільне князівство з центром у місті Переяславі, як один із трьох осередків, друге опісля Чернігова, склалося ще до розподілу між синами Ярослава Мудрого. Згідно з його заповітом становило спадщину Всеволода I Ярославича. Займало територію по лівих притоках Дніпра — Сули, Псла, Ворскли, на заході межувало з Київським, на півночі — з Чернігівським князівством, на сході і півдні — з Диким Полем.
Певний час, до загибелі Святослава II, князівство мало статус третього княжого столу, після Києва й Чернігова, і було осібним, самостійним князівством. Згодом значною мірою перебувало у залежності від київських, згодом, чернігівських та суздальських князів.

## Заснування

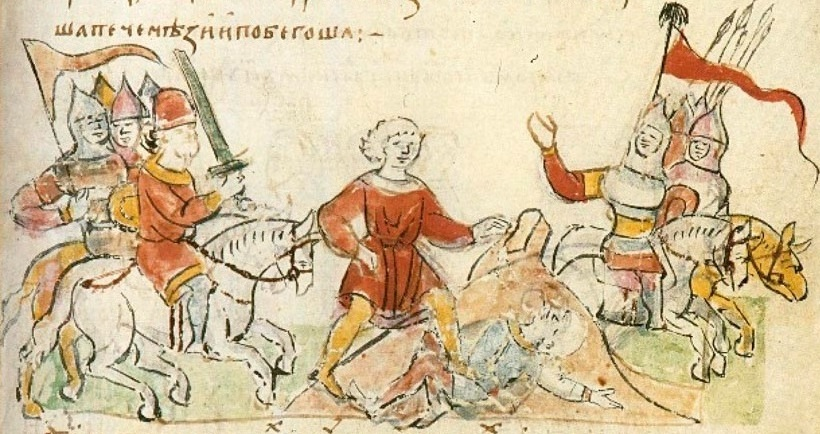
Перемога Кожум'яки над печенігом з «Радзивіллівського літопису»

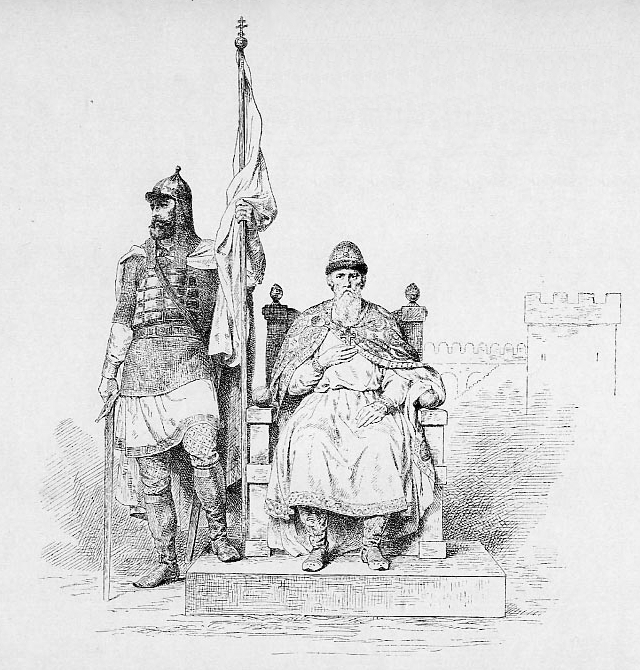
Всеволод Ярославич із сином Володимиром.

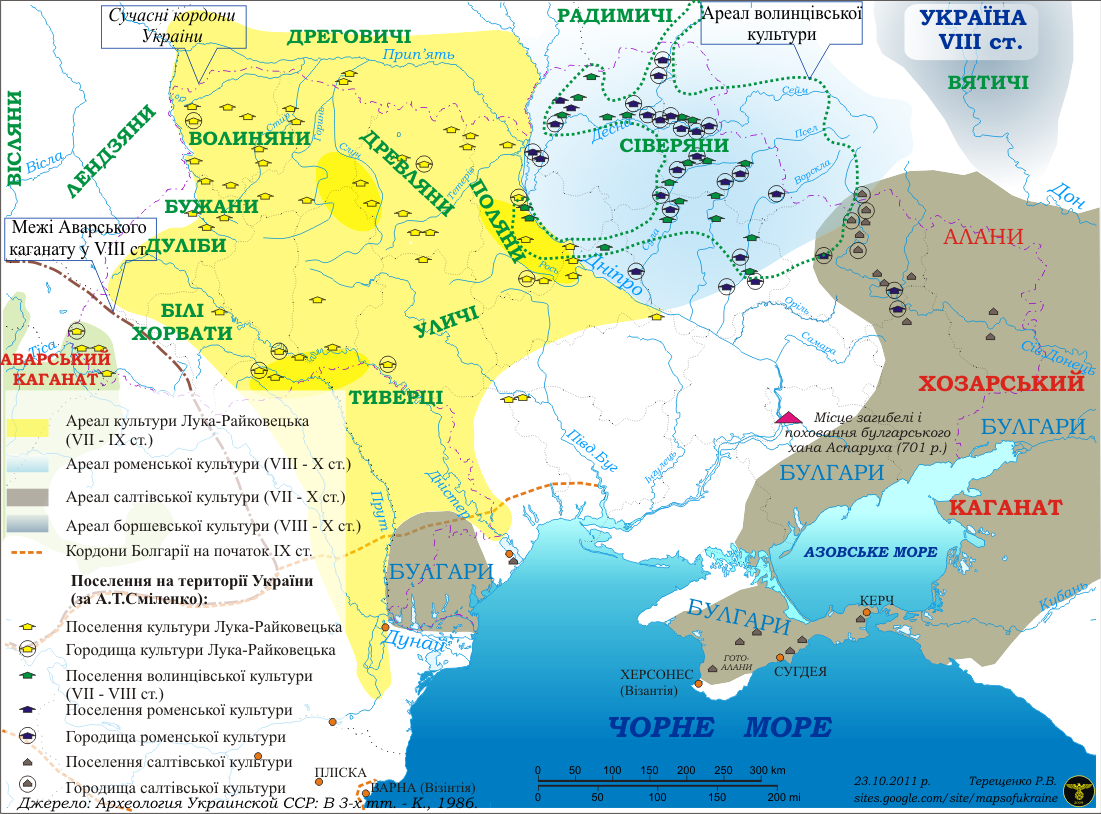
Лука-райковецька та Роменська культури у VIII—X ст.

Напередодні виокремлення Переяславщина займала південно-східну частину Руської землі — політичного ядра Давньоруської держави IX — першої половини XI ст. Ці землі не належали єдиному племінному союзу — їх межі містили володіння полян та сіверян. Сіверські поселення роменської культури займали східну частину князівства: від верхньої Десни та Посем'я далеко на південь до Ворскли та Сіверського Дінця. У західній, придніпровській, частині розташовувалися землі полян. Згідно з іншими гіпотез етнічні кордони сіверян проходили вище, а південну частину до Поворскля та Дінця також населяли поляни чи уличі. За будь-яких обставин переяславські та чернігівські сіверяни ніколи не виявляли будь-якого тяжіння до возз'єднання в єдиному князівстві.
Центр майбутнього князівства Переяслав, у якості єдного з городищ покликаних захищати південні кордони, було засноване за часів Володимира Святославича:
|  | «И рече Володимеръ: „се не добро есть мало городовъ около Кыева“. И нача ставити городи по ДеснЂ, и по Устрьи, по Трубешеви, и по СулЂ, и по СтугнЂ; и нача нарубати мужи лутши отъ Словенъ, и отъ Кривичъ, и отъ Чюдий, и отъ Вятичь, и отъ сихъ насели и грады; бЂ бо рать отъ ПеченЂгъ, и бЂ воюяся с ними и одоляя имъ.» |

Згідно з легендами про заснування, у 992 р. на річці Трубіж зійшлися у битві руські воїни супроти печенігів. Печенізький богатир викликав на поєдинок русина. До руського війська було запрошено Микиту Кожум'яку, який прославився тим, що міг рукою зупинити розлюченого бика. Він і виступив проти печеніга. Коли богатирі зійшлися, Кожум'яка задушив ворога і виграв поєдинок. Кочівники втекли з поля бою. На цьому місці і був заснований Переяслав. Місто мало захищати Русь від південних кочівників. Більшість лівобережних городищ VIII—X ст. роменської культури були зведені сіверянами раніше.
На початку існування давньоруської держави місцева знать брала активну участь у політичній діяльності Русі. За часів Олега переяславські бояри згадуються в усіх угодах.
При Володимирі лівобережжя Середнього Подніпров'я становило єдине ціле з Київською землею, а в багатьох уділах правили його сини. Спроба поділити землі по Дніпру була здійснена Мстиславом Хоробрим за часів Ярослава Мудрого. 1024-го Мстислав зайняв Чернігів, і після Лиственської битви Ярослав, до смерті супротивника (1036), був вимушений поступитися чернігівсько-переяславськими землями. Виокремлення Переяславського князівства відбулося опісля смерті Ярослава (1054) згідно з заповітом котрого його очолив Всеволод, а Чернігівське Святослав. Значною мірою цьому сприяло устремління переяславського боярства до незалежності від Чернігова, що було вигідно Києву. Іншим поважним фактором була необхідність наявності князівства, яке на регулярній основі займалося б організацією спротиву половецьким вторгненням. На територіальні межі вплинули захисні кордони, збудовані за часів Володимира, та природний географічний рубіж із боліт (з Чернігівським князівством). Кордони південно-східної частини поза межами оборонної лінії через майже постійні бойові дії супроти кочівників мали нестабільні «динамічні» межі.
У середині XII ст., під час боротьби Юрія I Долгорукого проти Ізяслава II Мстиславича за Київ, Переяславське князівство переходило з рук у руки, поки не було закріплене за нащадками Юрія, одним із найвідоміших із яких був Володимир Глібович, що окрім ратних звитяг також широковідомий фактом зв'язку з першою літописною згадкою топоніму «Україна». В епосі тої доби ці події було відображено зокрема у звеличенні витязя Дем'яна Куденевича, учасника двобоїв із раттю Гліба Юрійовича та антиполовецької боротьби.
Специфіка місцевого боярства полягала у відсутності опозиційності, яка мала місце в інших князівствах, до князівської влади. Цьому сприяли постійна небезпека від кочівників та організація військових походів задля їх винищення. Представниками влади у містах були посадники. Економічному розвитку сприяло розміщення біля торговельних шляхів які сполучали Київ зі Сходом та Півднем — Грецький, Залозний та Соляний шляхи.
У 1239 р. Переяславське князівство було спустошене монголо-татарськими загарбниками. Уже у 1240-ві рр. колишня територія князівства перебувала під безпосередньою владою ханів Золотої Орди, а єпископ Переяславля був переведений в її столицю Сарай-Бату, який став центром Сарайської єпархії.
З кінця XIII ст. стало частиною Київського князівства яким керували князі з Путивльської гілки Ольговичів. На рубежі XIII—XIV століть Переяслав увійшов до володінь Новгород-Сіверського князя Івана Дмитровича, де правили його сини.
У середині XIV ст. над Великим князівством Київським та навколишнімі удільними князівствами встановилась влада Гедиміновичів, князем став Володимир Ольгердович.

## Географічні межі
Північний кордон проходив за нижньою течією Остра і далі на схід через верхів'я Удаю та Сули. Прикордонними, щодо Чернігівщини, переяславськими поселеннями були Остерський городок та Ромни. На заході та південному заході з Київщиною князівство межувало по Десні й Дніпру. З південного сходу кордоном Переяславщини була Сула з фортифікаційною лінією, яка була сталим кордоном від кочівників. Нестійкі кордони пролягали до Сіверського Донця та Ворскли де опорними пунктами виступали Донець та Лтава. На півдні значною фортецею та річковим портом був Воїнь.